# Saint-Julien-en-Champsaur
Saint-Julien-en-Champsaur è un comune francese di 310 abitanti situato nel dipartimento delle Alte Alpi della regione della Provenza-Alpi-Costa Azzurra.
Si trova all'interno del parco nazionale des Écrins e nel Champsaur.

## Società

### Evoluzione demografica
Abitanti censiti